# David Lean
David Lean (født 25. marts 1908, død 16. april 1991) var en engelsk filminstruktør og manuskriptforfatter. 
Han er især kendt for at have skrevet og instrueret en række storfilm som Broen over floden Kwai (1957), Lawrence af Arabien (1962), Doktor Zhivago (1965) og Vejen til Indien (1970). Det var film med store budgetter og mange medvirkende, som Lean formåede at få til at gå op i en højere enhed. Disse film blev såvel kunstneriske som publikumsmæssige successer, og Lean opnåede flere Oscar-nomineringer, hvor han modtog en Oscar for bedste instruktør med filmene Broen over floden Kwai og Lawrence af Arabien. Han modtog endvidere hæder for sit livsværk fra American Film Institute i 1990.

## Filmografi
Lean instruerede følgende film:
- Major Barbara (1941, ukrediteret)
- Havet er vor skæbne (1942)
- Disse lykkelige dage (1944)
- Elvira går igen (1945)
- Det korte møde (1945)
- Store forventninger (1946)
- Oliver Twist (1948)
- Stjålne timer (1949)
- Madeleine (1950)
- Gennem lydmuren (1952)
- En gevaldig tyran (1954)
- En sommers dårskab (1955)
- Broen over floden Kwai (1957)
- Lawrence af Arabien (1962)
- The Greatest Story Ever Told (1964, visse scener, ukrediteret)
- Doktor Zhivago (1965)
- Ryans datter (1970)
- Lost and Found: The Story of Cook's Anchor (1979, tv-kortfilm)
- Vejen til Indien (1984)